# HMS Denbigh
Para la ciudad de Gales, consulte Denbigh. Para conocer la antigua ciudad de Virginia, EE. UU., Consulte Denbigh, Virginia.

El HMS Denbigh era un barco de vapor construido en 1860 por John Laird, Son y Company en Birkenhead. Inicialmente navegó entre Liverpool y Rhyl, en el norte de Gales, pero luego se vendió y se usó como corredor de bloqueo antes de ser destruida en 1865.

## Historia
El Denbigh se construyó en 1860 en el astillero de John Laird, Son, and Company en Birkenhead, Inglaterra, a un costo de £ 10.150. Era un barco rápido para su época, registrando 13,7 nudos (25,4 km / h) en sus pruebas de prueba. Fue entregada a su dueño, Robert Gardner de Mánchester, el 26 de septiembre de 1860, después de lo cual operó la ruta entre Liverpool y Rhyl, en el norte de Gales, durante los siguientes tres años.
En septiembre de 1863, el Denbigh fue comprada por la European Trading Company, una sociedad entre HO Brewer Company, una empresa comercial de Mobile, Alabama, Estados Confederados de América, Emile Erlanger & Co., banqueros de París, Francia, y JH Schröder & Co., banqueros de Mánchester. La compañía compró barcos para ejecutar el bloqueo naval de los puertos del sur de Estados Unidos.

El cónsul de los Estados Unidos en Liverpool, Thomas Dudley, notó inmediatamente el Denbigh y envió un informe al Departamento de Estado que incluía la descripción:
Goleta aparejada, vapor de rueda lateral "Denbigh" de Liverpool - 162 toneladas. Captain McNevin Carriers - Northe Dock para Bermuda y Havannah. Cosignatarios de Mose & Co. La siguiente es su descripción actual, sujeta a modificaciones:
Construido de Hierro. Calado de agua marcado: 2,1 m (7 pies) hacia adelante y hacia atrás. Casco pintado de negro. Galerías de cuartos artificiales. Elíptica popa. Tallo recto. Nombre en los arcos dorados, sobre fondo azul. Rueda; bitácora. Casa con claraboya en la parte superior. Buque pintado de blanco en pescantes oscilantes de hierro en el barrio de babor. Buques pintados de blanco, a la altura del palo mayor. Casa de babor a estribor entre las cajas de paletas, con binacle en la parte superior. Embudo o chimenea pintado de negro, con tubo de vapor de cobre brillante después de parte del mismo. Casas laterales. Cubierta de huracanes; trinquete, a través del mismo. Mástiles brillantes; cabezas de mástil, tapas superiores, crucetas, bauprés y garfio pintado de blanco. Dentro de baluartes & c. pintado de color crema. En su viaje de prueba alcanzó la velocidad de 10 nudos y medio.
Su tripulación estaba formada por capitán, dos compañeros, dos ingenieros, seis marineros, siete bomberos, cocinero y mayordomo.

Navegó el lunes 19 de octubre de 1863.
Después de casi dos años de bloqueo y 13 viajes exitosos, el Denbigh encalló en Bird Key, frente a Galveston, donde fue destruida por buques de la Unión el 24 de mayo de 1865.

## Galería
- Datos: Q5256609